# ルンドベック
ルンドベック（デンマーク語: H. Lundbeck A/S）は、うつ病やアルツハイマー病など精神神経疾患に関する医薬品の研究開発・販売を行う製薬企業。デンマーク・コペンハーゲンに本拠を置き、世界50カ国以上に拠点を持つ。日本法人はルンドベック・ジャパン株式会社。ナスダック・コペンハーゲン上場企業（Nasdaq Nordic LUN）。

## 沿革
1915年8月14日、ハンス・ルンドベック（Hans Lundbeck）により、商事会社として設立された。当初のルンドベックは機器・菓子・写真紙など多様な製品を取り扱っていたが、1920年代半ばから薬剤の取り扱いをはじめ。1930年代に医薬品の製造を開始、1937年に創傷治療薬Epicutanを自社開発、1939年にコペンハーゲン市内の現在の場所に本社を移転し研究所を設立、第二次世界大戦後には神経科学の研究体制が強化された。1954年に創設者夫人のグレーテ・ルンドベックがルンドベック財団を設立、1959年に抗精神病薬Truxalを発売し、同製品は1960年代から1970年代にかけてルンドベックの看板製品となった。この時期に事業のグローバル化が進み、ニューヨークやパリに拠点を開設、1970年代末に医薬品の開発と販売に事業を集中させ、さらに1980年代末には、中枢神経系の疾患関係に事業が特化された。
1990年代はうつ病治療薬シタロプラム（セレクサ、Cipramil）の成功により事業が伸び、1999年6月にコペンハーゲン証券取引所に上場、2003年にGタンパク質共役受容体に関する研究基盤を持つアメリカ合衆国のSynaptic Pharmaceutical Inc.を買収し、アメリカにおけるルンドベックの研究拠点を確立、続いて2009年3月、アメリカ・シカゴに拠点を置くOvation Pharmaceuticals Inc.を買収し子会社化、最大の市場であるアメリカ事業の基盤を確立させ、同年10月にフランスの製薬会社のElaiapharm S.A.を買収し、2014年5月、アメリカのChelsea Therapeuticsを買収、今日、ルンドベックの収益の過半数は米国市場が占めている。なお、ルンドベックの株式のうち、公開株式は3割であり、残り7割はルンドベック財団が保有している。

## 日本法人
日本でのルンドベックの事業は1969年、東京に開設された日本事務所に始まる。2001年5月に日本法人「ルンドベック・ジャパン株式会社」（Lundbeck Japan K.K.）が設立され、2002年5月にエスシタロプラム（レクサプロ、Cipralex）の開発・販売について持田製薬と提携を締結、2007年9月に武田薬品工業と米国・日本における気分障害・不安障害治療薬の共同事業化契約を締結した。2011年11月、大塚製薬と中枢神経疾患を対象とする長期的なアライアンス契約を締結した。日本では提携業務を基本戦略として事業が行われてきたが、2011年8月に持田製薬ら2社がレクサプロ錠の販売承認を取得し、日本市場におけるルンドベック開発製品の初のリリースとなった。東京（虎ノ門）にオフィスを持つ。

## その他
ルンドベックは以前、アメリカ合衆国でペントバルビタール（Nembutal）を製造する唯一のライセンスを保有していた。